# Сен-Кантен-Юг (кантон)
Сен-Кантен-Юг (фр. Saint-Quentin-Sud) — упраздненный кантон во Франции, регион Пикардия. Департамент кантона — Эна. Входил в состав округа Сен-Кантен. Население кантона на 2011 год составляло 26 769 человек.
Код INSEE кантона — 0240. Всего в кантон Сен-Кантен-Юг входило 6 коммун, из них главной коммуной являлся Сен-Кантен.

## Коммуны кантона
В состав кантона входили коммуны (население по данным Национального института статистики за 2011 г.):
- Арли — население 1 697 чел.
- Гоши — население 5 406 чел.
- Мений-Сен-Лоран — население 451 чел.
- Нёвиль-Сент-Аман — население 887 чел.
- Омблиер — население 1 499 чел.
- Сен-Кантен (частично) — население 16 829 чел.

## Экономика
Структура занятости населения (без учета города Сен-Кантен):
- сельское хозяйство — 1,3 %
- промышленность — 29,5 %
- строительство — 8,6 %
- торговля, транспорт и сфера услуг — 42,6 %
- государственные и муниципальные службы — 18,0 %

## Политика
На президентских выборах 2012 г. жители кантона отдали в 1-м туре 31,0 % голосов Франсуа Олланду против 24,0 % у Николя Саркози и 22,6 % у Марин Ле Пен, во 2-м туре в кантоне победил Олланд, получивший 55,9 % (2007 г. 1 тур: Саркози — 29,6 %, Сеголен Руаяль — 25,6 %; 2 тур: Саркози — 50,7 %). На выборах в Национальное собрание в 2012 г. по 2-му избирательному округу департамента Эна они поддержали кандидата Социалистической партии Анн Феррейра, получившую 38,6 % голосов в 1-м туре и 53,2 % голосов — во 2-м туре.
|  | Кандидат         | Партия                           | % голосов |
|  | ---------------- | -------------------------------- | --------- |
|  | Жан-Клод Каппель | Левая демократическая инициатива | 60,25     |
|  | Алексис Гранден  | Союз за народное движение        | 39,75     |